# Болеслав Побожний
Болеслав Побожний (пол. Bolesław Pobożny; 1224/1227 — 14 квітня 1279) — князь Великопольський у 1239—1247 і 1257—1273 роках (як Болеслав VI).
Онук української княжни Вишеслави Ярославни, правнук Галицького князя Ярослава Осмомисла. Був нащадком Великих князів Київських Володимира Святого та Ярослава Мудрого.

## Життєпис
Походив з династії П'ястів. Син Владислава Одонича та Ядвіги Померанської. Здобув гарну освіту. У 1239 році втратив батько, отримав разом з братом Пшемиславом I володіння між Уйсце і Накло.
У 1241 році разом з братом розпочав боротьбу за Велику Польщу, яку розглядав як батьківську спадщину. Зумів перемогти Болеслава II Лисого, представника сілезької гілки П'ястів, й до 1243 року фактично захопив Велику Польщу. У 1244 році зайняв місто Каліш. Того ж року надав допомогу Пшемислу I у боротьбу з великопольською знаттю та духівництвом на чолі із познанським єпископом Богуфалом II.
У 1247 році оволодів містом Санток, 1249 року — Вєлюнєм. У 1247 року домовився про розділ Великої Польщі, ставши Каліським князем. Водночас виступив разом з братом Пшемислом I проти Казимира I Куявського, який намагався захопити область навколо міста Ладзька. Втім незабаром було укладено мирний договір. У 1249 році отримав від брата Гнєзненське і Вєлюнське князівства. Того ж року разом з Пшемислом I виступив на підтримку Конрада Глогувського проти Болеслава II, князя Сілезько-Легніцького. Останньому було завдано поразки, 1250 року змушено було передати частину володінь Конраду.
Після цього у Болеслава Побожного розпочався конфлікт з Пшемислом I щодо кордонів володінь, який завершився у 1253 році за посередництва великопольського духівництва: підтверджено володіння Болеслава Побожного над Калішом, Гнєзно і Вєлюнєм.
8 травня 1254 року Болеслав Побожний брав участь у з'їзді П'ястів в Кракові з нагоди канонізації Святого Станіслава, де вони вирішили утворити коаліцію проти Святополка II, князя Померелії. Того ж року разом з Конрадом Глогувським виступив проти Генріха III Білого, герцога Сілезько-Вроцлавського.
У 1257 році після смерті Пшемисла I став одноосібним володарем Великої Польщі. У 1258 році оженився на представниці угорської династії Арпадів, чим намагався зміцнитися своє становище задля наступної боротьбу за владу над усією Польщею. Того ж року в союзі з Болеславом V Сором'язливим, Вартіславом III, герцогом Померанії-Деммін, Земовитом І, князем Мазовії, й Романом Даниловичем проти Казимира I, князя Куявії, та Святополка II, князя Померелії. До 1261 року було здобуто перемогу, повернуто спірні землі.
У 1259 році запросив до Гнєзно францисканців, що стали споруджувати тут свої монастирі. На тривалий час Гнєзно перетворилося на важливе місце францисканського ордену в Польщі.
У 1262 році після смерті Земовита I, Болеслав Побожний став регентом своїх родичів Конрада II і Болеслава II, князів Мазовецьких, Плоцьких і Черських. Це тривало до 1264 року. У 1264 році першим з П'ястів надав привілеї жидам, яким було дозволено торгувати і займатися лихварством. Це закріплено в Каліському статуті.
З огляду на союз з Угорщиною, підтримав Арпадів у боротьбі за австрійську спадщину після припинення династії Бабенбергів. У відповідь Пржемисл Оттакар II у 1267 році здійснив спустошливий похід проти Болеслава Побожного, сплюндрувавши Велику Польщу. Лише у 1268 році ворог залишив межі його володінь.
Здихавшись богемських військ, Болеслав Побожний виступив проти Земомислава Куявського та Самбора II, князя Східної Померанії, але його успіхи були короткочасні. Доволі швидко Болеслав відмовився від своїх завоювань з огляду на конфлікт з Бранденберзьким маркграфством. Останнє захопило місто Санток. Бойові дії тривали до 1271 року, коли Болеслав Побожний поступився містами-фортецями Санток, Дрезденком, Ноймарком.
Але вже у 1271 році за підтримки місцевої шляхти захопив значну частину Куявії, ставши князем Інвроцлавським. У 1273 році передав це князівство Лешеку II Чорному. у 1272 році уклав союзи з Мстівоєм II, князем Східної Померанії. У 1273 році виступив проти Конрада Асканія, маркграфа Бранденбург-Стендаль, відвоювавши область навколо Дрезденко.
У 1273 році надав своєму небожу Пшемислу II Познанське князівство. Водночас влаштував його шлюб з Генріха I Прочанина, князя Мекленбурга. У 1277 році надав підтримку своєму небожу, який разом з Генріхом III білим, герцогом Слізелько-Вроцлавським, виступив проти Болеслава II Лисого, князя легніцького.
Проте сам Болеслав Побожний не брав участь у військових походах. У 1278 році війська Болеслава Побожного виступили проти Бранденбурга, відвоювавши усі раніше втрачені землі. Помер 1279 року в Каліші. Його поховано в базиліці архікафедрального собору Святого Петра і Павла в Познані. Усі володіння успадкував Пшемисл II.

## Родина
Дружина — Іоланда, донька Бели IV Арпада, короля Угорщини.
Діти:
- Єлізавета (1261/1263—1304), дружина Генріха V Гладкого, князя Легніцького
- Ядвіга (1270/1275—1339), дружина Владислава I, короля Польщі
- Ганна (1276/1278—1300), черниця монатиря кларісок в Гнєзно